# كريستن غيرهارت
كريستن غيرهارت (بالإنجليزية: Christen Gerhart)‏ هي ساحرة استعراضية أمريكية، ولدت في 6 يوليو 1989 في لوس أنجلوس في الولايات المتحدة.

## وصلات خارجية
- كريستن غيرهارت على موقع IMDb (الإنجليزية)